# Gaston Eyskens
Gaston François Marie Eyskens vikomt (1905. április 1. – 1988. január 3.) belga közgazdász, politikus és államférfi volt, Belgium miniszterelnöke három alkalommal 1949 és 1973 között.

## Élete
1905-ben született Lier-ben. 1931-től a Leuveni Katolikus Egyetem professzora volt.

## Politikai pályafutása
1939-ben a Belga Katolikus Párt képviseletében megválasztották a belga képviselőházba. 1945-ben, 1946-ban és 1965-ben pénzügyminiszter volt.
Első kormányát 1949. augusztus 11-én alakította. Pályafutása során összesen hat alkalommal alakított kormányt, 1949 és 1972 között: 1958 és 1961 között három, míg 1968 és 1973 között további két alkalommal.
Eyskens-nek kormányzati ideje során számos, a belga politikai életet felkavaró válsággal kellett szembenéznie: III. Lipót belga király visszatérési kísérlete az országba 1950-ben, aki a németekkel való kollaborálással vádoltak, a király személyéről tartott népszavazás, az ún. „iskolaháború” 1958-ban, a Leuveni Katolikus Egyetem megosztása holland és francia nyelvű egyetemekre (utóbbi Louvain-la-Neuve városba költözött), míg előbbi továbbra is Leuvenben található). 1960-ban került sor Kongó függetlenné válására. Eyskens kormányzása során történt meg az első lépés a jelenlegi, szövetségi államforma kialakítása felé az 1970-es alkotmányos reformmal.
1963-ban Lipót utóda, Balduin belga király államminiszterré nevezte ki, majd 1973-ban nemesi címet adományozott neki.

## Szerepe Patrice Lumumba meggyilkolásában
Ludo De Witte belga újságíró és szociológus 1999-ben kiadott könyvében azzal vádolta meg Eyskens-t és a belga kormányt, hogy felelősek Patrice Lumumba kongói politikus, a független Kongó első miniszterelnökének haláláért. De Witte szerint Lumumba meggyilkolása, bár a CIA is készült erre, lényegében a belga kormány támogatásával és egyetértésével zajlott. Miután Lumumbát eltávolították a hatalomból az ENSZ támogatásával, a belga külügyminiszter (Pierre Wigny) a belga diplomaták tudomására hozta, hogy „a hatóságoknak mindent meg kell tenni Lumumba ártalmatlanítása érdekében”. Egy héttel később, az Afrikáért felelős miniszter még nyilvánvalóbbá tette, hogy „Kongó, Katanga és Belgium érdekei azt kívánják, hogy Lumumbát végleg eltüntessük a színről”. 1961 januárjában a belga kormány jelentős erőfeszítéseket tett arra, hogy a Mobutu Sese Seko tábornok egyik támaszpontján őrzött Lumuumbát az általuk ellenőrzött Kasaï vagy Katanga tartományokba átszállítsák. Katanga vezetője, Moise Csombe, Lumumba régi politikai ellensége volt és kijelentette: ha Lumumba valaha a tartományba jön, a koponyájából vázát készít. Ennek megfelelően amikor a belga kormány jóváhagyta, hogy a Camp Hardy laktanyában fogva tartott Lumumbát a katangai Elizabethville-be (ma Lubumbashi) szállítsák, tudatában voltak annak, hogy ezzel aláírták Lumumba halálos ítéletét, akit a megérkezését követő éjszaka gyilkoltak meg.

## Az Eykens-kormányok összetétele

### Az első Eykens-kormány (1949–1950)
| Miniszteri tiszt                        | Név                    | Párt      |
| --------------------------------------- | ---------------------- | --------- |
| Miniszterelnök                          | Gaston Eyskens         | CVP       |
| Gazdasági és vállalkozásügyi miniszter  | Jean Duvieusart        | PSC       |
| Mezőgazdasági miniszter                 | Maurice Orban          | CVP       |
| Gyarmatügyi miniszter                   | Pierre Wigny           | PSC       |
| Munkaügyi és szociális miniszter        | Oscar Behogne          | PSC       |
| Honvédelmi miniszter                    | Albert Devèze          | liberális |
| A minisztertanács tagja                 | Henri Carton de Wiart  | PSC       |
| Külügyi és külkereskedelmi miniszter    | Paul van Zeeland       | PSC       |
| A minisztertanács tagja                 | Octave Dierckx         | liberális |
| Igazságügyminiszter                     | Albert Lilar           | liberális |
| Pénzügyminiszter                        | Henri Liebaert         | liberális |
| Belügyminiszter                         | Albert de Vleeschauwer | CVP       |
| Közmunkaügyi miniszter                  | Auguste Buisseret      | liberális |
| Közlekedésügyi miniszter                | Paul-Willem Segers     | CVP       |
| Közoktatási miniszter                   | Léon Mundeleer         | liberális |
| Közegészségügyi és családügyi miniszter | Adolphe Van Glabbeke   | liberális |
| Újjáépítési miniszter                   | Jean Rey               | liberális |

### Eykens második miniszterelnöki periódusa (1958–1961)
Ebben az időszakban kormányzó keresztényszocialista – keresztény néppártnak nem volt többsége a parlamentben (212 képviselői helyből 104-et szereztek meg), de a nacionalista Frans Van der Elst és két liberális képviselő, Hilaire Lahaye és Adolphe Van Glabbeek támogatásával kormányoztak. A belga történelemben ezt volt az utolsó kormány, amikor egyetlen politikai erő tudott kormányt alakítani. A politikai bizonytalanságot az is jelzi, hogy 1958 és 1961 között Eykens összesen 3 kormányt volt kénytelen alakítani.
Az Eykens II kormány tagjai:
| Miniszteri tiszt                        | Név                    | Párt |
| --------------------------------------- | ---------------------- | ---- |
| Miniszterelnök                          | Gaston Eyskens         | CVP  |
| Külkereskedelmi miniszter               | André Dequae           | CVP  |
| Mezőgazdasági miniszter                 | Albert de Vleeschauwer | CVP  |
| Honvédelmi miniszter                    | Arthur Gilson          | PSC  |
| Igazságügyminiszter                     | Pierre Harmel          | PSC  |
| Belügyminiszter                         | Charles Héger          | PSC  |
| Közegészségügyi és családügyi miniszter | Robert Houben          | CVP  |
| Közmunkaügyi és újjáépítési miniszter   | Paul Meyers            | CVP  |
| Gazdasági miniszter                     | Raymond Scheyven       | PSC  |
| Közlekedésügyi miniszter                | Paul-Willem Segers     | CVP  |
| Munkaügyi és szociális miniszter        | Léon Servais           | PSC  |
| Vállalkozásügyi miniszter               | Paul Vanden Boeynants  | PSC  |
| Közoktatási miniszter                   | Maurits Van Hemelrijck | CVP  |
| Pénzügyminiszter                        | Jean van Houtte        | CVP  |
| Külügyminiszter                         | Pierre Wigny           | PSC  |

1958. november 6-án ennek a kormánynak le kellett mondania és új kabinet alakult (Eykens III), ezúttal a liberális párt részvételével.
| Miniszteri tiszt                                                  | Név                      | Párt      |
| ----------------------------------------------------------------- | ------------------------ | --------- |
| Miniszterelnök                                                    | Gaston Eyskens           | CVP       |
| Mezőgazdasági miniszter                                           | Albert de Vleeschauwer   | CVP       |
| Honvédelmi miniszter                                              | Arthur Gilson            | PSC       |
| Közlekedésügyi miniszter                                          | Paul-Willem Segers       | CVP       |
| Társadalombiztosítási miniszter                                   | Léon Servais             | PSC       |
| Vállalkozásügyi miniszter                                         | Paul Vanden Boeynants    | PSC       |
| Belga Kongó és Ruanda-Urundi felelős minisztere                   | Maurits Van Hemelrijck   | CVP       |
| Pénzügyminiszter                                                  | Jean van Houtte          | CVP       |
| Külügyminiszter                                                   | Pierre Wigny             | PSC       |
| Miniszterelnök-helyettes, kormányzati reformért felelős miniszter | Albert Lilar             | liberális |
| Belügyminiszter                                                   | René Lefebvre            | liberális |
| Munkaügyi miniszter                                               | Oscar Behogne            | PSC       |
| Kulturális miniszter                                              | Pierre Harmel            | PSC       |
| Közmunkaügyi és újjáépítési miniszter                             | Omer Vanaudenhove        | liberális |
| Igazságügyminiszter                                               | Laurent Merchiers        | liberális |
| Közoktatási miniszter                                             | Charles Moureaux         | liberális |
| Gazdasági miniszter                                               | Jacques Van der Schueren | liberális |
| Külkereskedelmi miniszter                                         | Jacques Van Offelen      | liberális |

A következő kormányt 1960. szeptember 3-án alakította meg Eykens, szintén a kereszténydemokrata és a liberális párt részvételével (Eykens IV).
| Miniszteri tiszt                                            | Név                       | Párt      |
| ----------------------------------------------------------- | ------------------------- | --------- |
| Miniszterelnök                                              | Gaston Eyskens            | CVP       |
| Gazdasági koordinációért felelős miniszter                  | André Dequae              | CVP       |
| Honvédelmi miniszter                                        | Arthur Gilson             | PSC       |
| Közoktatási miniszter                                       | Pierre Harmel             | PSC       |
| Közegészségügyi és családi miniszter                        | Paul Meyers               | CVP       |
| Közlekedési és szociális együttműködési miniszter           | Paul-Willem Segers        | CVP       |
| Társadalombiztosításért felelős miniszter                   | Léon Servais              | PSC       |
| Kis és középvállalatokért felelős miniszter                 | Paul Vanden Boeynants     | PSC       |
| Pénzügyminiszter                                            | Jean van Houtte           | CVP       |
| Külügyminiszter                                             | Pierre Wigny              | PSC       |
| vMiniszterelnökhelyettes és belügyminiszter                 | René Lefebvre             | liberális |
| Igazságügyminiszter                                         | Albert Lilar              | liberális |
| Afrikai ügyekért felelős miniszter                          | Harold d'Aspremont Lynden | PSC       |
| Foglalkoztatási és munkaügyi miniszter                      | Yves Urbain               | PSC       |
| Kulturális miniszter                                        | Pierre Harmel             | PSC       |
| Intézményi reformokért felelős miniszter                    | Raoul Vreven              | liberális |
| Közmunkákért és újjáépítésért felelős miniszter             | Omer Vanaudenhove         | liberális |
| Mezőgazdasági miniszter                                     | Albert de Vleeschauwer    | CVP       |
| Közoktatási miniszter                                       | Charles Moureaux          | liberális |
| Gazdasági miniszter                                         | Jacques Van der Schueren  | liberális |
| Külkereskedelmi miniszter                                   | Jacques Van Offelen       | liberális |
| Költségvetésért felelős helyettes államminiszter            | Willy De Clercq           | liberális |
| Távközlésért és a postáért felelős helyettes államminiszter | Albert De Gryse           | CVP       |
| Energiaszektorért felelős helyettes államtitkár             | Roger de Looze            | liberális |
| Kulturális ügyekért felelős helyettes államtitkár           | Renaat Van Elslande       | CVP       |

### A harmadik Eykens-kormányzat (1968–1973)
Eykens harmadik miniszterelnöki periódusa 1968. június 17-én kezdődött, ekkor a kereszténydemokrata pártok mellett (CVP/PSC a vallon és flamand szocialista párt is részt vett a kormány (Eykens V) munkájában: a Belga Szocialista Párt (BSP-PSB). A koalíciós kormánynak összesen 27 minisztere és két államtitkára volt: CVP – 9, PSB – 7, PSC – 7 és a BSP – 6.
| Miniszter                                            | Név                            | Párt |
| ---------------------------------------------------- | ------------------------------ | ---- |
| Miniszterelnök                                       | Gaston Eyskens                 | CVP  |
| Miniszterelnök-helyettes és gazdasági miniszter      | Jean-Joseph Merlot             | PSB  |
| Tudományokért felelős tárca nélküli miniszter        | Théo Lefèvre                   | CVP  |
| Oktatási miniszter                                   | Piet Vermeylen                 | BSP  |
| Honvédelmi miniszter                                 | Paul-Willem Segers             | CVP  |
| Külügyminiszter                                      | Pierre Harmel                  | PSC  |
| Mezőgazdasági miniszter                              | Charles Héger                  | PSC  |
| Távközlési és postaügyi miniszter                    | Edward Anseele                 | BSP  |
| Külkereskedelmi miniszter                            | Hendrik Fayat                  | BSP  |
| Fejlesztési miniszter                                | Raymond Scheyven               | PSC  |
| Kommunikációs miniszter                              | Alfred Bertrand                | CVP  |
| Igazságügyi miniszter                                | Alfons Vranckx                 | BSP  |
| Közmunkaügyi miniszter                               | Jos De Saeger                  | CVP  |
| Társadalombiztosítási miniszter                      | Placide De Paepe               | CVP  |
| Munka és foglalkoztatási miniszter                   | Louis Major                    | BSP  |
| Pénzügyminiszter                                     | Jean-Charles Snoy et d'Oppuers | PSC  |
| Francia kultúráért felelős miniszter                 | Albert Parisis                 | PSC  |
| Közintézményekért felelős miniszter                  | René Pêtre                     | PSC  |
| Család és lakásügyi miniszter                        | Gustave Breyne                 | BSP  |
| Kis és középvállalkozásokért felelős miniszter       | Charles Hanin                  | PSC  |
| Közegészségügyi miniszter                            | Louis Namèche                  | PSB  |
| Belügyminiszter                                      | Lucien Harmegnies              | PSB  |
| Onderwijs                                            | Abel Dubois                    | PSB  |
| Önkormányzati miniszter (flamand)                    | Leo Tindemans                  | CVP  |
| Holland kultúráért felelős miniszter                 | Frans Van Mechelen             | CVP  |
| Önkormányzati miniszter (vallon)                     | Freddy Terwagne                | PSB  |
| Költségvetési miniszter                              | André Cools                    | PSB  |
| Államtitkárok                                        | Név                            | Párt |
| Regionális gazdaságért felelős államtitkár (flamand) | André Vlerick                  | CVP  |
| Regionális gazdaságért felelős államtitkár (vallon)  | Fernand Delmotte               | PSB  |

Eykens hatodik kormánya 1972. január 20-án tette le a hivatali esküt (Eykens VI) és egészen 1973. január 26-ig maradt hivatalban. A koalíciót ugyanazok a pártok alkották, mint az Eykens V kormányt.
| Miniszterelnök                              | Gaston Eyskens        | CVP  |            |              |     |
| Miniszterelnök-helyettes                    | André Cools           | PSB  |            |              |     |
| Honvédelmi miniszter                        | Paul Vanden Boeynants | PSC  |            |              |     |
| Buitenlandse Zaken                          | Pierre Harmel         | PSC  |            |              |     |
| Posta és távközlési miniszter               | Edward Anseele jr.    | BSP  |            |              |     |
| Közegészségügyi és családügyi miniszter     | Léon Servais          | PSC  |            |              |     |
| Belügyminiszter                             | Renaat Van Elslande   | CVP  |            |              |     |
| Igazságügyi miniszter                       | Alfons Vranckx        | BSP  |            |              |     |
| Közmunkaügyi miniszter                      | Jos De Saeger         | CVP  |            |              |     |
| Munka és foglalkoztatásügyi miniszter       | Louis Major           | PSB  |            |              |     |
| Vallon kultúráért felelős miniszter         | Charles Hanin         | PSC  |            |              |     |
| Társadalombiztosítási miniszter             | Louis Namèche         | PSB  |            |              |     |
| Mezőgazdasági és kisvállalkozási miniszter  | Leo Tindemans         | CVP  |            |              |     |
| Holland kultúráért felelős miniszter        | Frans Van Mechelen    | CVP  |            |              |     |
| Pénzügyminiszter                            | André Vlerick         | CVP  |            |              |     |
| Kommunikációs miniszter                     | Fernand Delmotte      | PSB  |            |              |     |
| Oktatási miniszter (flamand)                | Léon Hurez            | PSB  |            |              |     |
| Gazdasági miniszter                         | Henri Simonet         | PSB  |            |              |     |
| Oktatási miniszter (vallon)                 | Willy Claes           | BSP  |            |              |     |
| Államtitkárok                               | Név                   | Párt | Tudományos | Théo Lefèvre | PSC |
| Külkereskedelmi                             | Hendrik Fayat         | BSP  |            |              |     |
| Lakás és várostervezési miniszter (flamand) | Gustave Breyne        | BSP  |            |              |     |
| Fejlesztési miniszter                       | Lucien Harmegnies     | PSB  |            |              |     |
| Lakás és várostervezési miniszter (vallon)  | Alfred Califice       | PSC  |            |              |     |
| Közintézményekért felelős                   | Léon Remacle          | PSC  |            |              |     |
| Mezőgazdasági és kisvállalkozási            | Antoon Steverlynck    | CVP  |            |              |     |
| Regionális gazdaságért felelős (flamand)    | Luc Dhoore            | CVP  |            |              |     |
| Költségvetési                               | Frank Van Acker       | BSP  |            |              |     |
| Regionális gazdaságért felelős (vallon)     | Edouard Close         | PSB  |            |              |     |

## Családja
Fia, Mark Eyskens szintén politikus lett és 1981. április 6. – december 17. között Belgium miniszterelnöke volt.

## Érdekesség
- A „Nero” képregénysorozat (alkotója Marc Sleen) egyik epizódjában (1970, "The Dolle Dina's") Eyskens kocsija durrdefektet kap. A miniszterelnök éppen a kormányülésre sietett és a sofőr tanácsára kerékpáron folytatja útját. Balszerencséjére belefut a Nero és Tuizentfloot közötti veszekedésbe, felborítják és teljesen összetörik a kerékpárt. Eyskens ekkor mérgesen így szól: „Tiltakozom! Önök nem dönthetik meg ilyen egyszerűen a kormányt!”.
- 2005-ben a „Legnagyobb Belga” választáson („De Grootste Belg”) Eyskens 67. helyezést ért el a flamand, 89. helyet a francia verzióban.